# 159년

## 연호
- 후한(後漢) 연희(延熹) 2년

## 기년
- 후한(後漢) 환제(桓帝) 13년
- 신라(新羅) 아달라 이사금(阿達羅泥師今) 6년
- 고구려(高句麗) 차대왕(次大王) 14년
- 백제(百濟) 개루왕(蓋婁王) 32년

## 사건
- 후한 환제가 외척인 양기 일족을 주살하다.

## 탄생
- 위나라 황제 조비의 어머니 무선황후